# 阿日耶
阿日耶（法語：Agiez）是瑞士联邦西部法语区的沃州下设的一个市镇。在行政上属于沃州北汝拉区管辖。阿日耶的总面积为5.47平方公里。2007年总人口236。